# ناو تامورا
ناو تامورا (田村奈央 تامورا ناو) هي مؤدية أصوات يابانية ولدت في 10 أكتوبر في محافظة سايتاما.

## أدوارها في الأنمي

### مسلسلات انمي تلفزيونية
- وورلد تريغر - تشيكا أماتوري
- لوغ هورايزون - مينوري، ميشا
- فايري تايل - كوزموس
- نانداكا فيرونيكا - موي
- أوراوا نو أوساغي-تشان - ميسونو ميمورو
- أيورا - أيوكو أويهارا

## أدوارها في ألعاب الفيديو
- آيدولماستر ميليون لايف - هيناتا كينوشيتا
- ديسغايا 4 - موثمان
- تشين كرونيكل - مينوري
- عشيقة (مؤقتة) - روي تاكاساكي

## وصلات خارجية
- ناو تامورا على موقع IMDb (الإنجليزية)
- ناو تامورا على موقع ميوزك برينز (الإنجليزية)
- ناو تامورا على موقع قاعدة بيانات الفيلم (الإنجليزية)
- ناو تامورا على موقع كينوبويسك (الروسية)
- ناو تامورا على موقع ANN person (الإنجليزية)